# Xanthacrona tripustulata
Xanthacrona tripustulata är en tvåvingeart som beskrevs av Günther Enderlein 1921. Xanthacrona tripustulata ingår i släktet Xanthacrona och familjen fläckflugor.
Artens utbredningsområde är Paraguay. Inga underarter finns listade i Catalogue of Life.